# Mohammad Eslami
Mohammad Eslami (en persan : محمد اسلامی), né le 23 septembre 1956 à Ispahan, est un homme politique iranien, vice-président de la République islamique d'Iran et directeur de l'Organisation de l'énergie atomique dans le gouvernement d'Ebrahim Raïssi.

## Biographie

### Formation
Il est titulaire d'une licence en génie civil de l'Université de Detroit, Michigan, États-Unis, en 1979, et d'une maîtrise en génie civil de l'Ohio State University, États-Unis, en 1981.
En 2004, il obtient un MBA délivré par l'Université Royal Roads au Canada et par l'université Sharif.

### Carrière
D'octobre 2018 à août 2021, il est ministre des Voies et de l'Urbanisme.
Il est nommé vice-président de la République islamique d'Iran et directeur de l'Organisation de l'énergie atomique par Ebrahim Raïssi le 29 août 2021. Contrairement à son prédécesseur Ali Akbar Salehi, Mohammad Eslami n'a pas d'expertise spécifique dans le domaine nucléaire.